# おのだまーしー
おのだまーしー（1985年10月24日 - ）は、元UUUM所属の美容師YouTuber。経営者。本名は小野田昌史（おのだ　まさし）。
株式会社MASHI MASHI代表取締役。
美容師バズAcademy主宰。
クリエイターオンラインスクール主宰。

## 人物
1985年10月24日東京都江東区出身。姉が1人いる。学習院初等科、学習院中等科を経て学習院高等科に入学。高校3年生で部活動を引退してから、漫画「はじめの一歩」の影響を受けてボクシングを習い始めた。その後、山野美容専門学校に入学し、2006年に美容師免許を取得した。
都内の美容室に就業したことを契機にボクシングを一度引退したものの、2007年から復帰。2008年にはプロボクシングライセンスを取得し、以降は美容師ボクサーとして活躍。2010年には東日本新人王準優勝の成績を収める。2013年に自身の店舗を開業し、ボクシングを引退。ボクサーとしての成績は12戦6勝5敗1分であった。
2014年に自身の店舗経営を廃業した後、YouTubeチャンネル「おのだまーしー」を開設した。2015年にはUUUMに加入するも2019年にUUUM専属契約を解約し独立。2020年からは企業に対するYouTubeチャンネルのコンサル・YouTubeを使ったプロデュース業・美容師YouTubeプロデュースを開始した。2020年8月に株式会社MASHI MASHIを設立し、代表取締役に就任。
2022年からはYouTube・SNSに関するマーケティング、コンサル、プロデュースに加え、美容師業にも復帰した。

## YouTube・SNS業実績
- 2020年6月17日 東証第一部上場株式会社セレス YouTubeオンラインセミナー
- 2020年8月22日 ドガポンマーケティング大学校 YouTubeセミナー
- 2021年12月コンテンツマーケティングデイ登壇[1]
- 2022年2月 HAIRCAMPの講師として登壇

## 書籍

### 著書
２０２３年
- 『美容師SNS集客・完全攻略』